# Uczelnie w Południowej Afryce

Lokalizacja Południowej Afryki

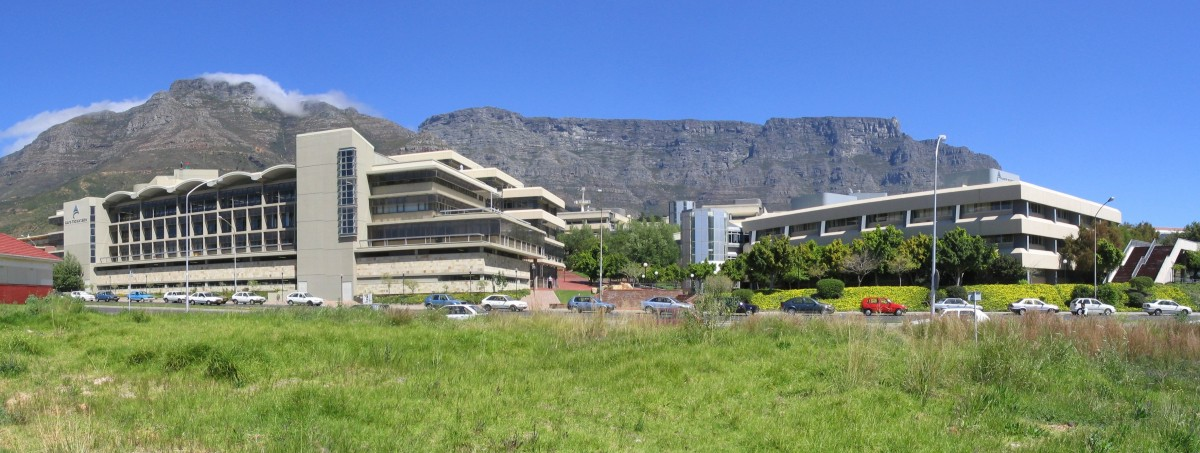
Uniwersytet Techniczny Cape Peninsula

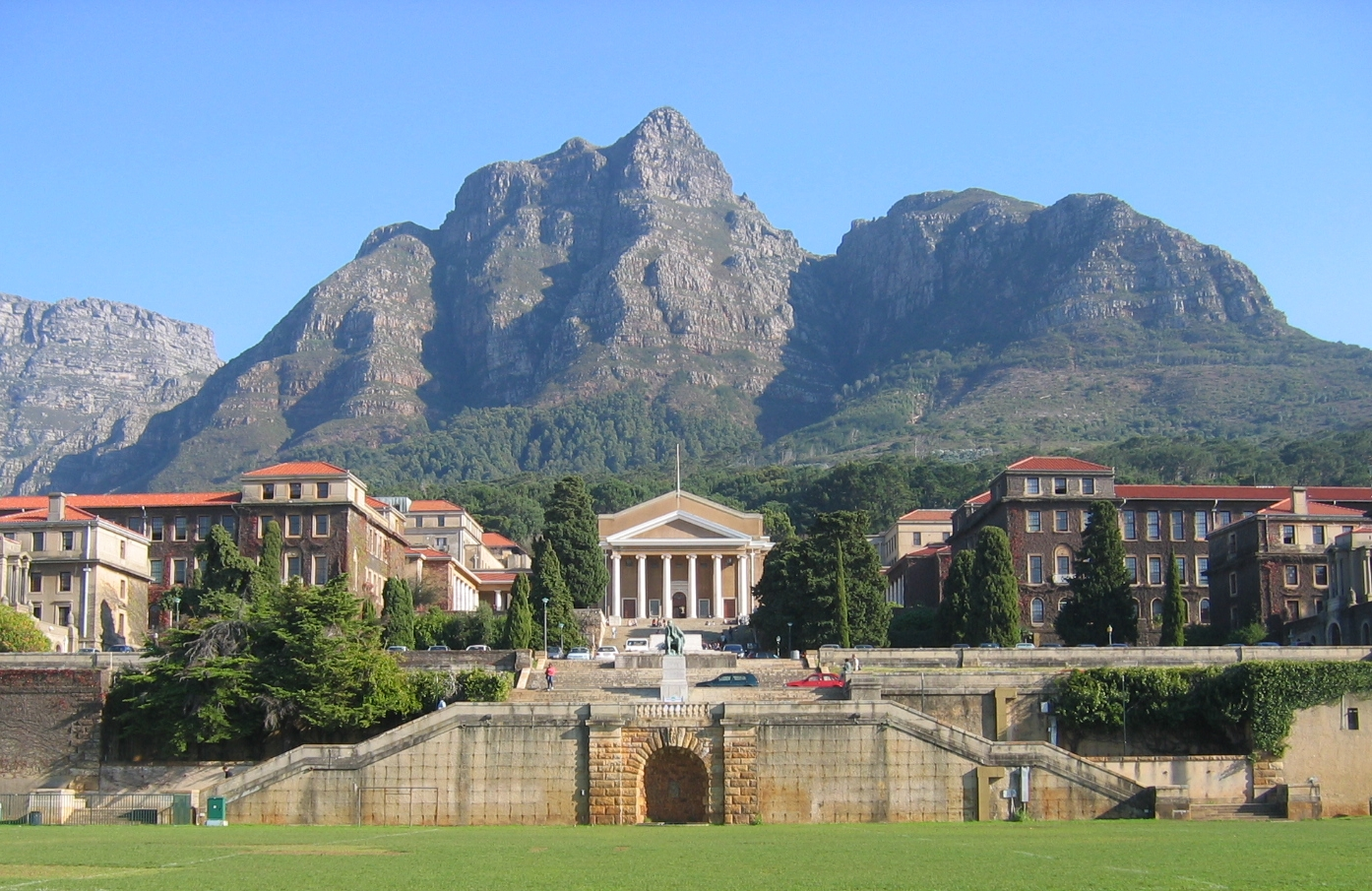
Uniwersytet Kapsztadzki

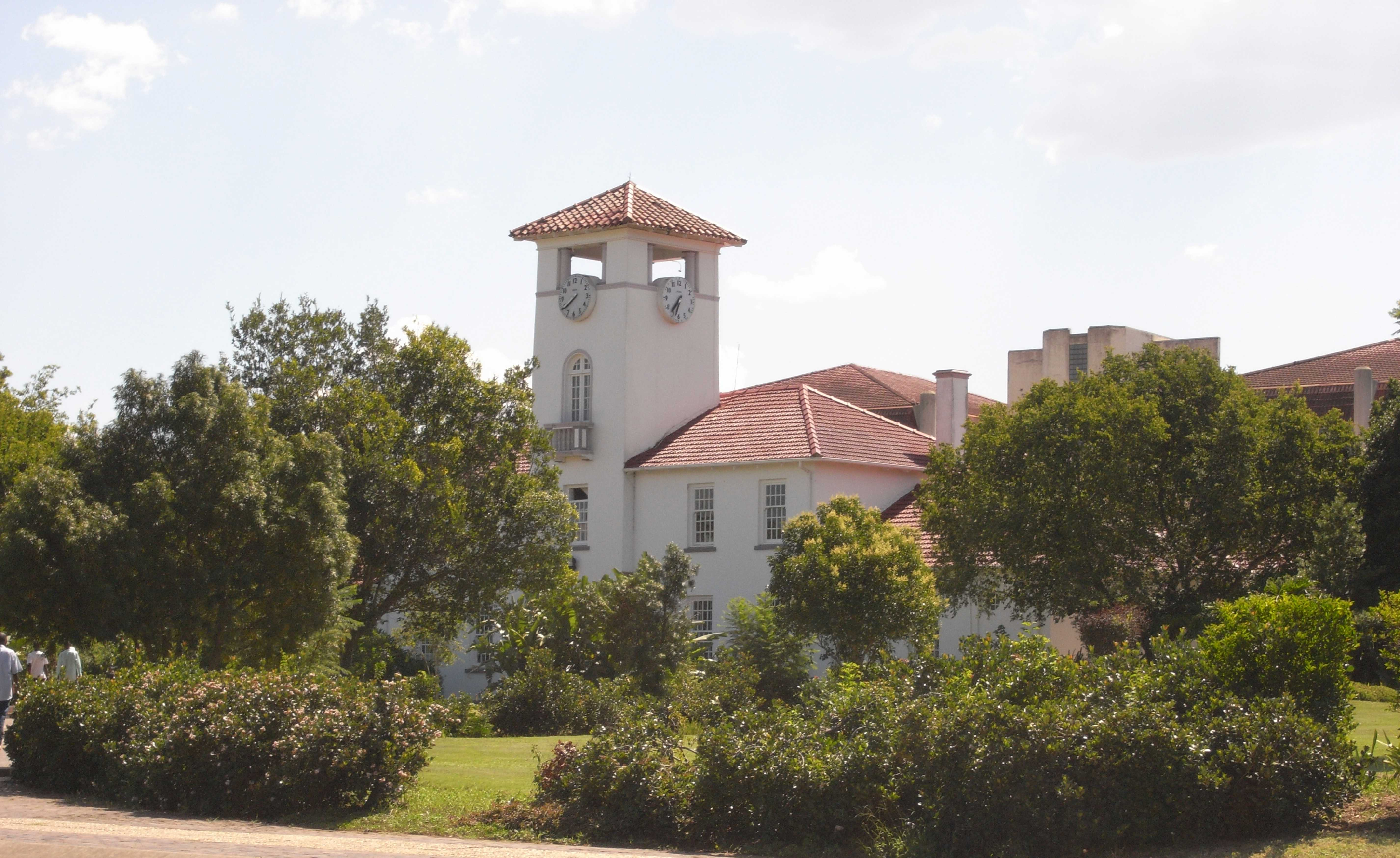
Uniwersytet Fortu Hare

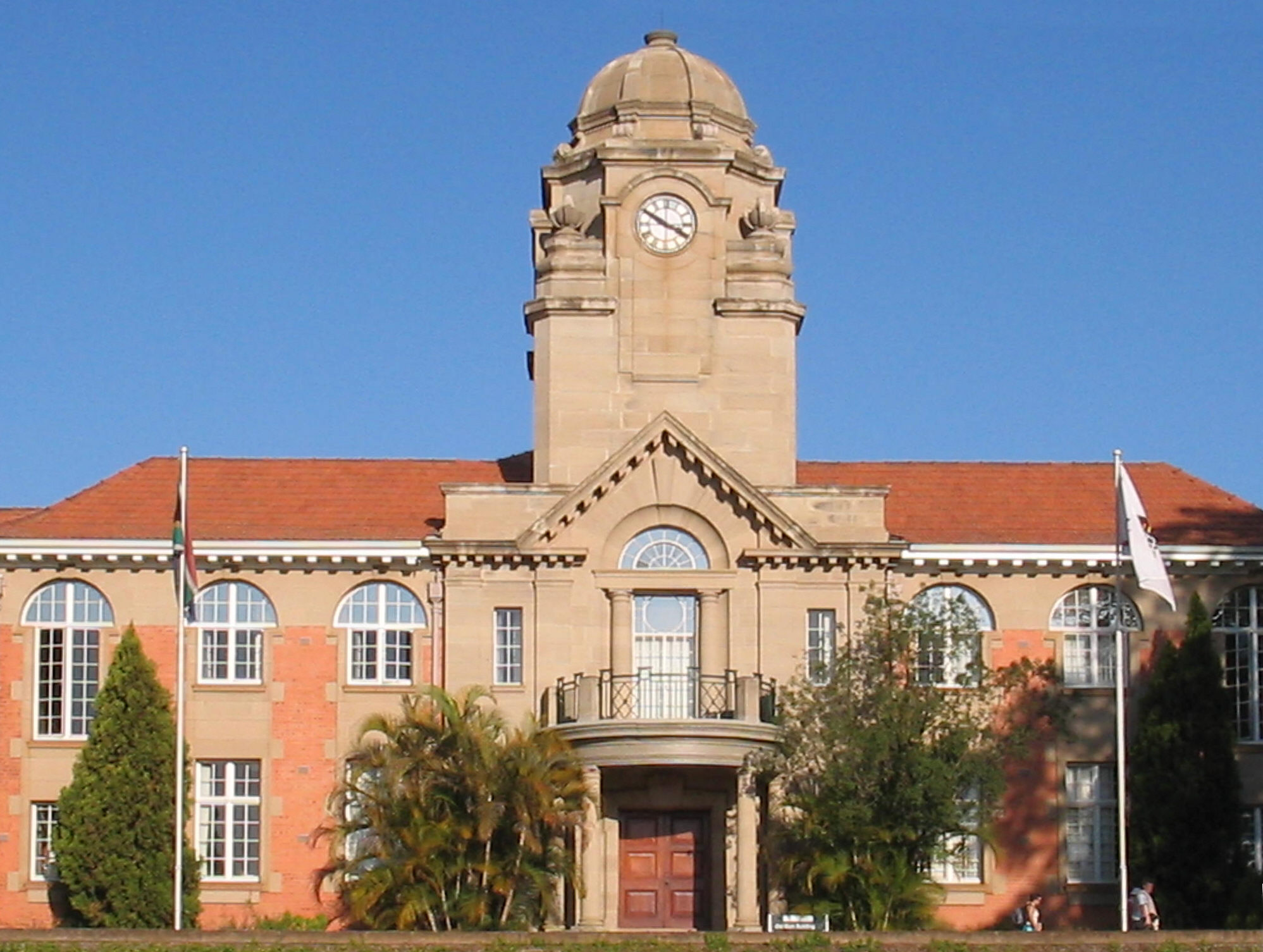
Uniwersytet KwaZulu-Natal

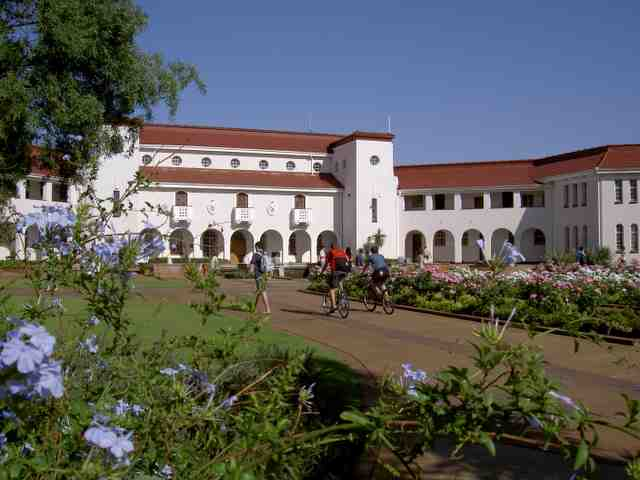
Uniwersytet Północno-Zachodni

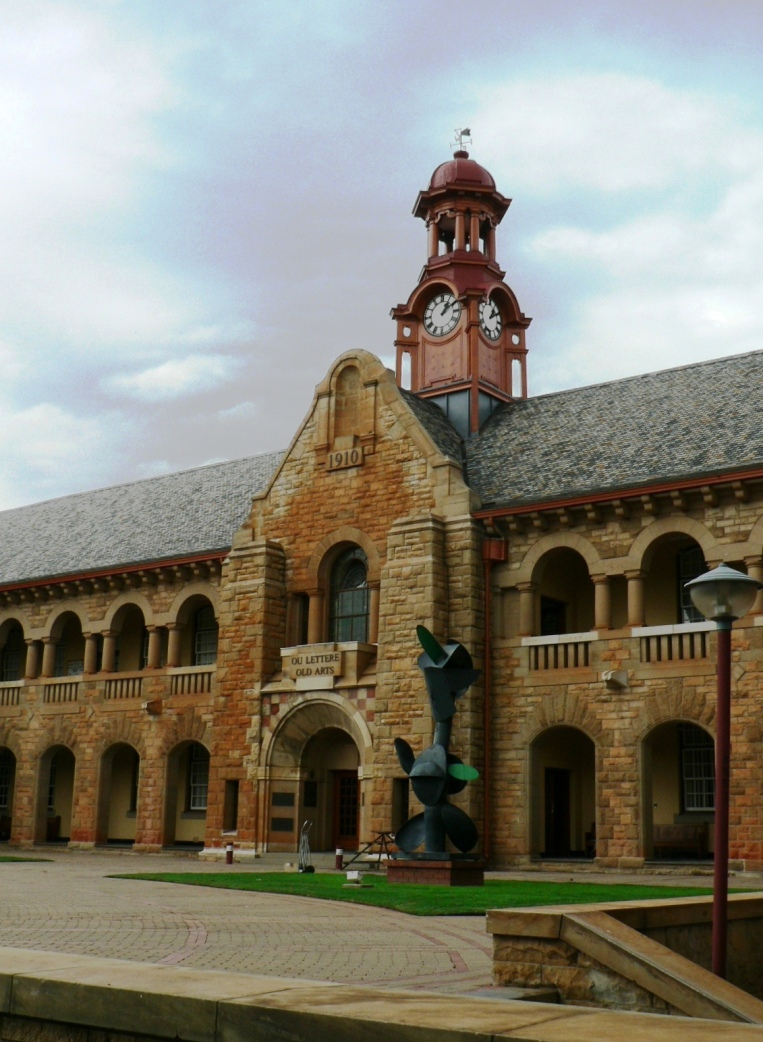
Uniwersytet w Pretorii

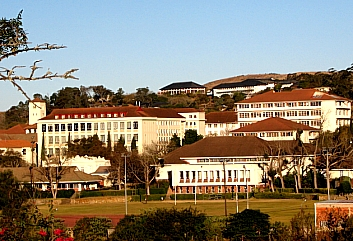
Uniwersyter Rhodes

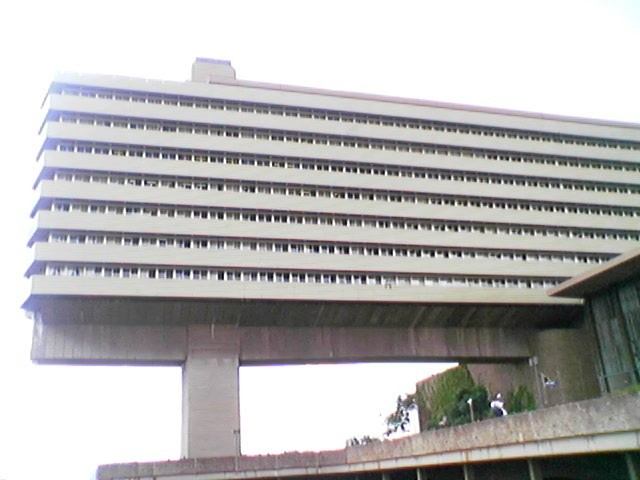
Uniwersytet Południowej Afryki

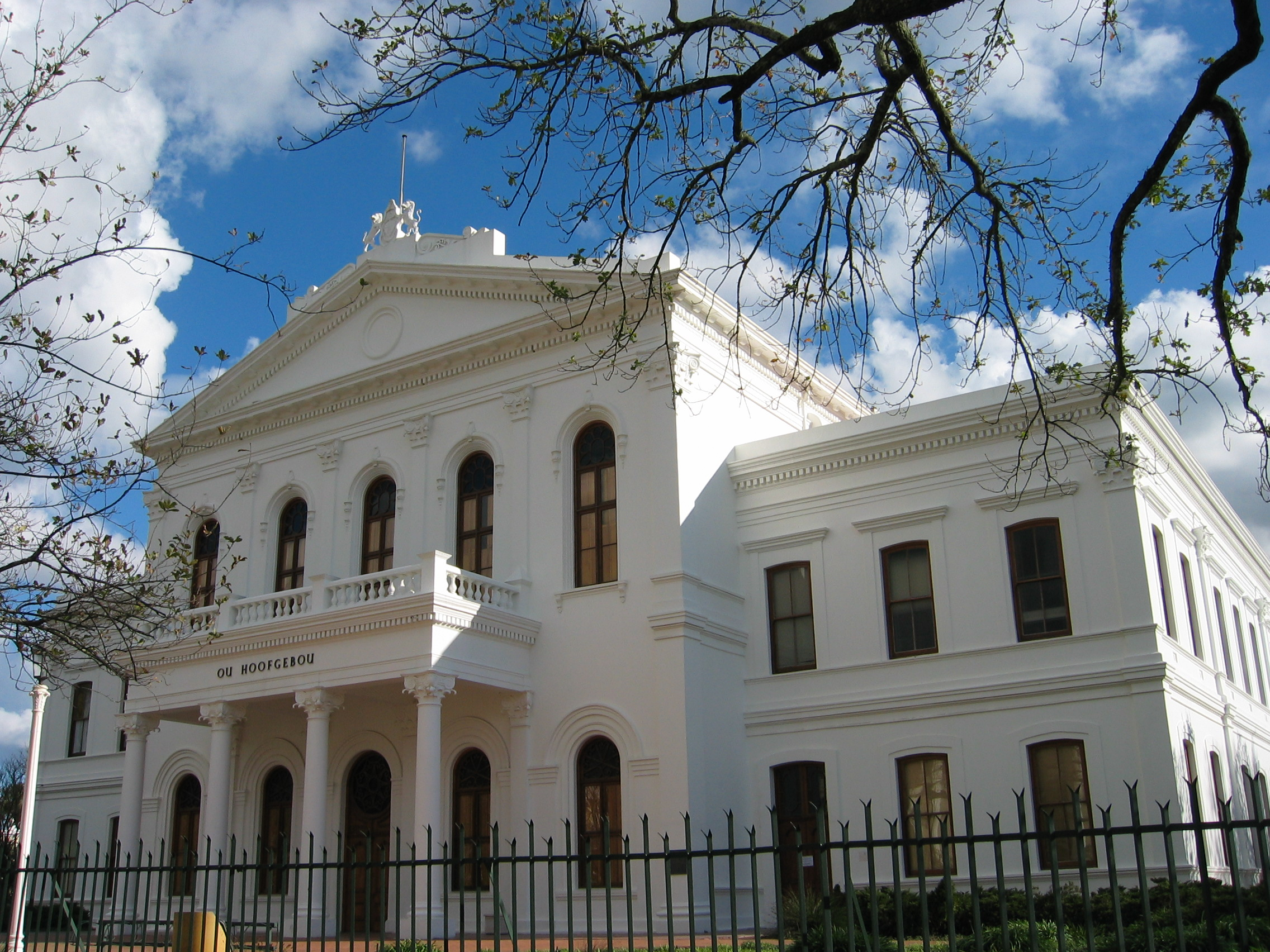
Uniwersytet w Stellenbosch

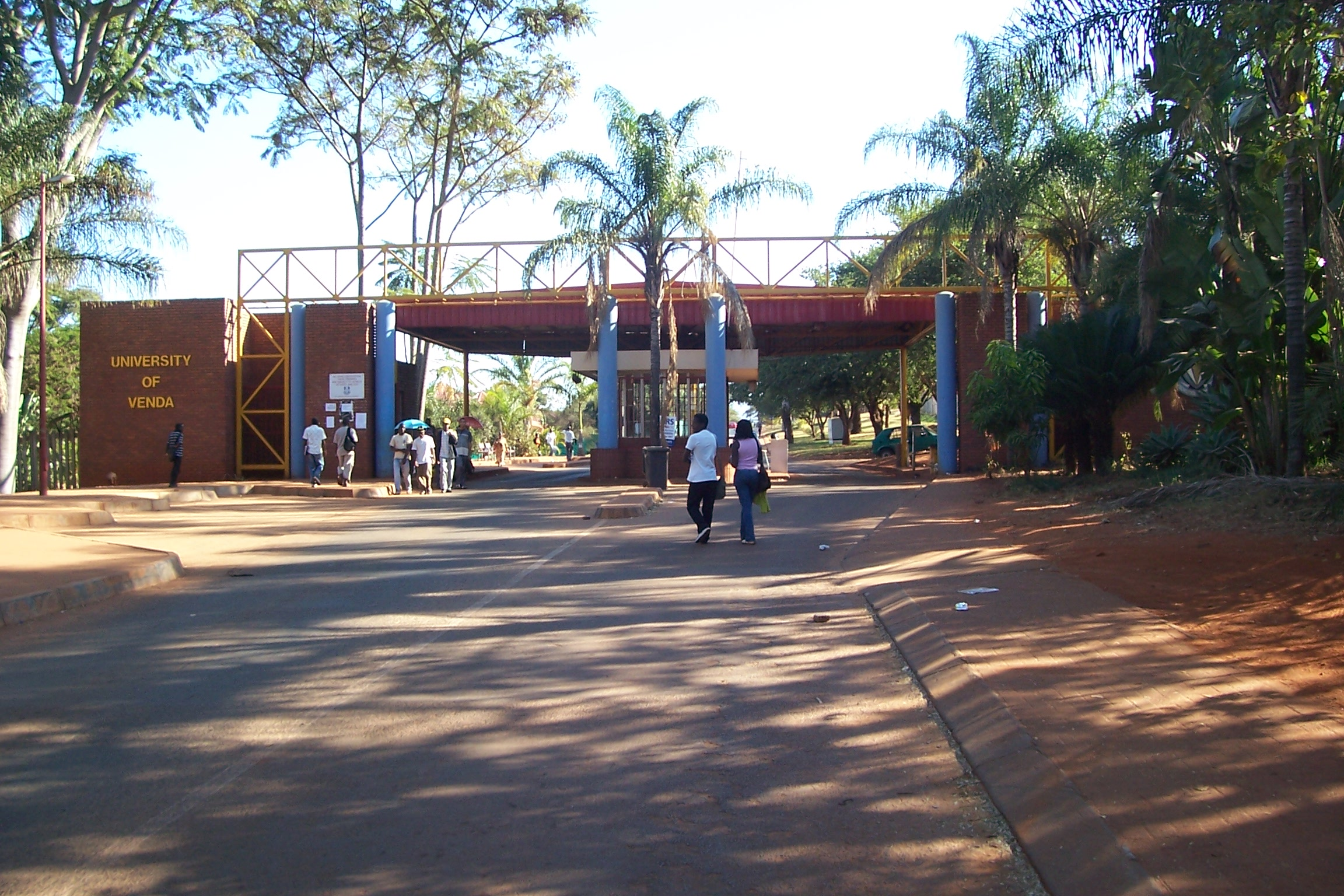
Uniwersytet Venda

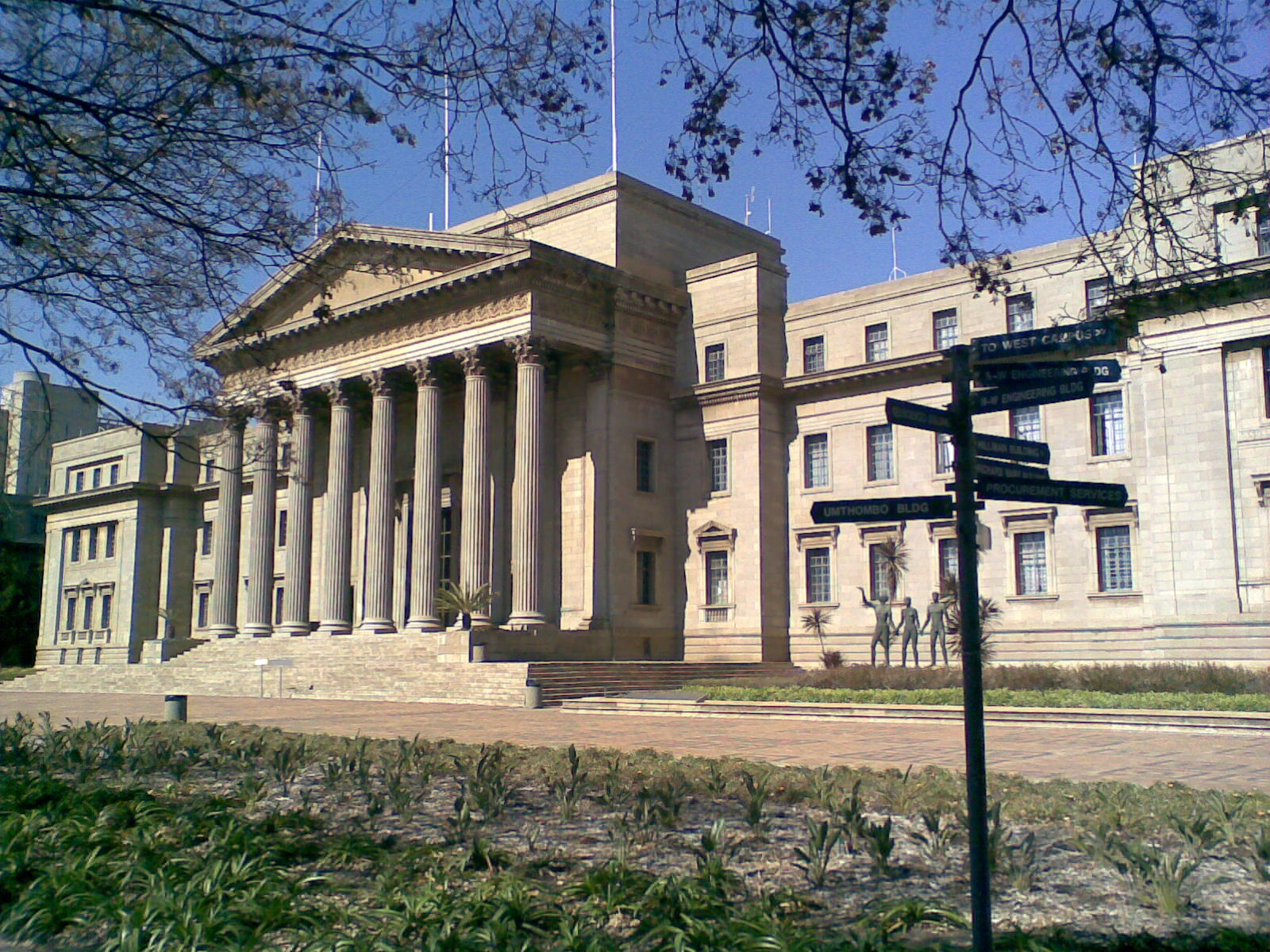
Uniwersytet Witwatersrand

Uczelnie w Południowej Afryce

## Działające uczelnie
Uczelnie publiczne w Republice Południowej Afryki są podzielone na trzy rodzaje: uniwersytety tradycyjne, które oferują zróżnicowane stopnie uniwersyteckie, uniwersytety techniczne, które oferują kształcenie dyplomowe oraz kompleksowe uczelnie, które oferują połączenie obu typów kwalifikacji.

### Uniwersytety tradycyjne
| Instytucja                     | Skrót          | Data wybudowania    | Otrzymanie statusu   | Lokalizacja                                     |
| ------------------------------ | -------------- | ------------------- | -------------------- | ----------------------------------------------- |
| Uniwersytet Kapsztadzki        | Ikeys / UCT    | 1 października 1829 | 2 kwietnia 1918      | Kapsztad                                        |
| University of Fort Hare        | UFH            | 1916                |                      | Alice, East London                              |
| Uniwersytet Wolnego Państwa    | Kovsies / UFS  | 28 stycznia 1904    | 1950                 | Bloemfontein                                    |
| Uniwersytet w KwaZulu-Natal    | UKZN           | 1 stycznia 2004 1   | 1 stycznia 2004      | Durban, Pietermaritzburg, Pinetown, Westville   |
| Uniwersytet w Limpopo          |                | 1 stycznia 2005 1   | 1 stycznia 2005      | Polokwane, Garankuwa                            |
| Uniwersytet Północno-Zachodni  | Pukke          | 1 stycznia 2004 1   | 1 stycznia 2004      | Mafikeng, Mankwe, Potchefstroom, Vanderbijlpark |
| Uniwersytet w Pretorii         | Tuks / Tukkies | 4 marca 1908        | 10 października 1930 | Pretoria, Johannesburg                          |
| Rhodes University              | Rhodes         | 31 maja 1904        | 1947                 | Makhanda                                        |
| Uniwersytet w Stellenbosch     | Maties         | 1866                | 2 kwietnia 1918      | Stellenbosch, Saldanha Bay, Bellville           |
| University of the Western Cape | UWC            | 1959                | 1970                 | Bellville                                       |
| Uniwersytet w Witwatersrand    | Wits           | 1896                | 1922                 | Johannesburg                                    |

Nota1:Po połączeniu istniejących instytucji

### Uniwersytety techniczne
| Instytucja                            | Skrót | Utworzony | Lokalizacja              |
| ------------------------------------- | ----- | --------- | ------------------------ |
| Uniwersytet Techniczny Cape Peninsula | CPUT  | 20051     | Bellville                |
| Główny Uniwersytet Techniczny         | CUT   | 1981      | Bloemfontein, Welkom     |
| Uniwersytet Techniczny w Durbanie     | DUT   | 20021     | Durban, Pietermaritzburg |
| Uniwersytet Techniczny Mangosuthu     | MUT   | 1979      | Umlazi                   |
| Uniwersytet Techniczny Tshwane        | TUT   | 20031     | Pretoria                 |
| Uniwersytet Techniczny Vaal           | VUT   | 1966      | Vanderbijlpark           |

Nota1: po połączeniu istniejących instytucji

### Uniwersytety wszechstronne
| Instytucja                             | Skrót          | Data utworzenia | Lokalizacja                                                                                       |
| -------------------------------------- | -------------- | --------------- | ------------------------------------------------------------------------------------------------- |
| Uniwersytet w Johannesburgu            | UJ             | 20051           | Johannesburg                                                                                      |
| Nelson Mandela Metropolitan University | Madibaz / NMMU | 20051           | Port Elizabeth, George                                                                            |
| Uniwersytet Południowej Afryki         | Unisa          | 1 stycznia 2004 | Siedziba w Pretorii, Kampus w Muckleneuk & Sunnyside – Pretorii, Midrand & Florida – Johannesburg |
| Uniwersytet Venda                      | Univen         | 1982            | Thohoyandou                                                                                       |
| Uniwersytet Waltera Sisulu             | WSU            | 20051           | East London, Gcuwa, Mthatha, Queenstown                                                           |
| Uniwersytet Zululandu                  | UniZulu        | 1960            | Empangeni                                                                                         |

Nota1:Po połączeniu istniejących instytucji

## Inne instytucje nadające stopnie

### Instytucje z Południowej Afryki
- AFDA, The South African School of Motion Picture Medium and Live Performance (Johannesburg and Kapsztad)
- Baptist Theological College of Southern Africa (Johannesburg)
- CIDA City Campus (Johannesburg)
- College of the Transfiguration (Grahamstown – Anglican)
- Cranefield Institute of Management (Pretoria)
- Design Center College of Design (Johannesburg)
- Design School Southern Africa (Gauteng)
- IMM Graduate School of Marketing
- Inscape Design College (Johannesburg)
- Management College of Southern Africa (Durban – edukacja na odległość)
- Midrand Graduate Institute (Midrand)
- Milpark Business School (Johannesburg)
- Regenesys Management (Sandton)
- South African Theological Seminary (Rivonia – edukacja na odległość)
- Southern Business School, Roodepoort
- St Augustine College of South Africa (Johannesburg)

### Zagraniczne uczelnie z lokalnymi oddziałami
- Edinburgh Business School (Roodepoort)
- Henley Management College, South Africa (Johannesburg)
- University of London External System (London School of University Studies Johannesburg)
- University of Bedfordshire (przez Regent Business School Durban)
- Regent University (przez Doxa Deo School of Divinity)
- Monash South Africa (Johannesburg)
- Stenden South Africa (Kampus Stenden University w Holandii)
- University of Southern Queensland (edukacja na odległość, Johannesburg)
- University of Metaphysics (Johannesburg)

## Byłe uczelnie
- Bond South Africa (Sandton)
- Border Technikon, aktualnie część Walter Sisulu University for Technology and Science
- University of Bophuthatswana, aktualnie część North-West University
- University of the Cape of Good Hope, zmiana nazwy na University of South Africa w 1916
- University of Durban-Westville (Durban),aktualnie część University of KwaZulu-Natal
- Eastern Cape Technikon, aktualnie część Walter Sisulu University for Technology and Science
- Medical University of South Africa (Ga-Rankuwa), aktualnie część University of Limpopo
- University of the North (near Polokwane), aktualnie część University of Limpopo
- University of Natal (Pietermaritzburg, Durban), aktualnie część University of KwaZulu-Natal
- University of North-West (Mafikeng) (University of Bophuthatswana), aktualnie część Uniwersytetu Północno-Zachodniego
- University of Port Elizabeth (Port Elizabeth), aktualnie część Nelson Mandela Metropolitan University
- Potchefstroom University for Christian Higher Education (Potchefstroom), aktualnie część Uniwersytetu Północno-Zachodniego
- Rand Afrikaans University (Johannesburg), aktualnie część University of Johannesburg
- Technikon SA, obecnie połączony z Unisa
- Transvaal University College poprzednik Uniwersytetu w Pretorii i Uniwersytetu w Witwatersrand
- University of Transkei, aktualnie część Walter Sisulu University for Technology and Science
- Vista University, obecnie połączony z innymi uczelniami
- Technikon Witwatersrand, aktualnie część Uniwersytetu w Johannesburgu